# Nell Schultz
Neeltje Antoinette (Nell) Schultz (Veenhuizen (Noordenveld), 25 augustus 1920 – Groningen, 23 februari 2005) was een Nederlandse kunstschilder. Ze was autodidact en aangesloten bij kunstkring de Soos. Ze signeerde haar werken met Nell Schûltz.

## Levensloop

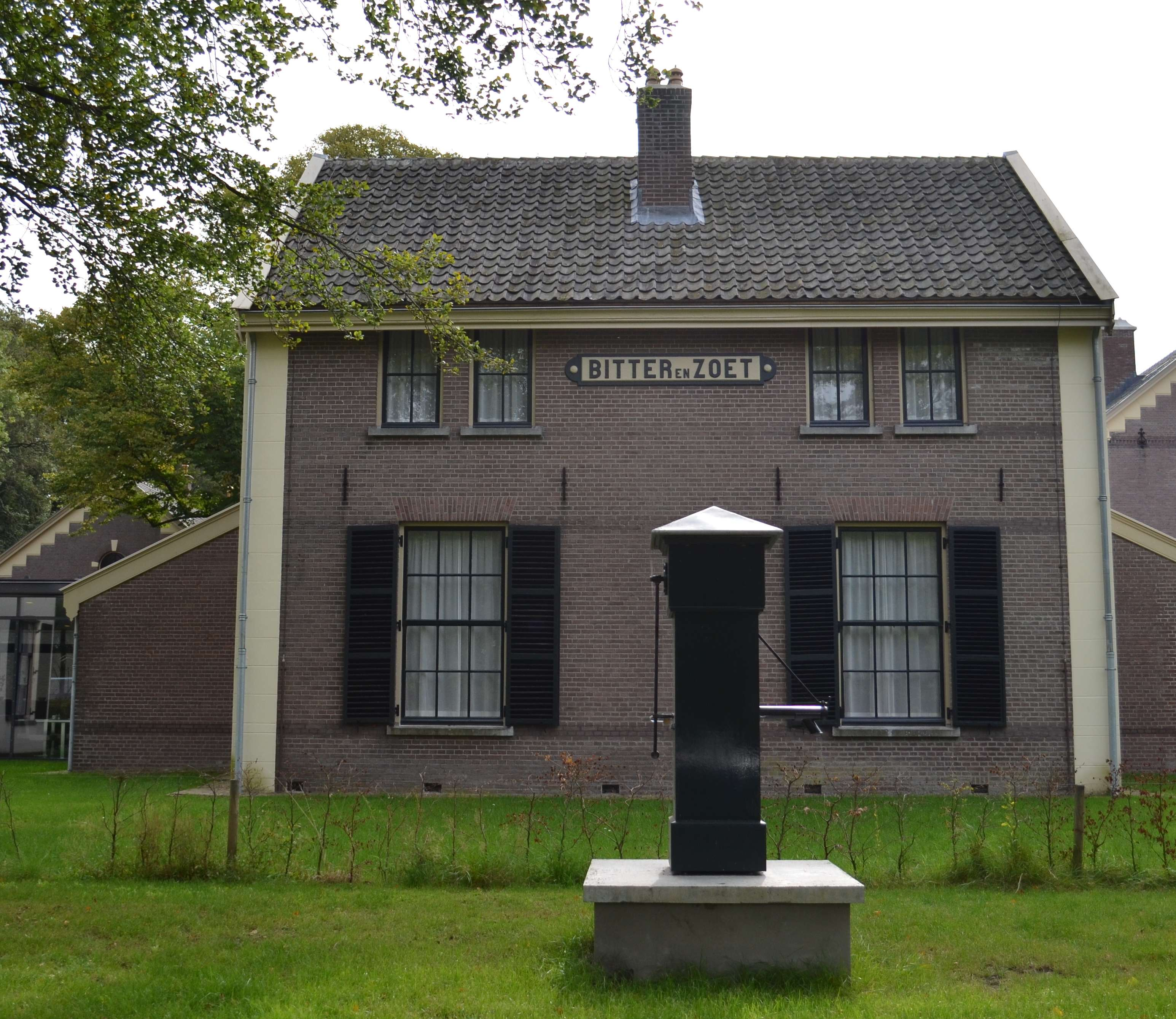
Bitter en Zoet in Veenhuizen

Schultz is opgegroeid als tweede kind van een echtpaar dat in het Drentse Veenhuizen woonde, in het huis Bitter en Zoet, thans een rijksmonument en hotel. Haar vader was broeder in het gevangenisziekenhuis van Veenhuizen. 
Ze volgde opleidingen in het onderwijs en haalde de kleuterakte (1939) en de hoofdakte. In Lemmer was ze voor de Tweede Wereldoorlog hoofd van de kleuterschool. 
Tijdens de oorlog was ze gouvernante van de kinderen van Pyke Koch. Via de kring rond hem heen, waaruit later kunstkring de Soos voortkwam, leerde ze schilderen.
Na de oorlog heeft Schultz haar MO-akte handvaardigheid (1956) behaald en was ze de rest van haar werkzame leven docent handvaardigheid in Groningen.
Schultz is twee keer getrouwd geweest. Het eerste huwelijk (1945-1952) was met Helprig Winters. Hieruit kwamen twee dochters voort. Het tweede huwelijk was met Richte Oltmans (†1983). Ze heeft gewoond in Groningen, Oosterhoogebrug en Leens. Na haar pensioen woonde ze nog in Hattem en Zutphen en uiteindelijk in Ten Boer.

## Werken
In haar vroege werken experimenteerde Schultz met alle soorten schildermateriaal. In Ons Noorden werd ze beschreven als een begaafde beeldende kunstenaar, die vrijwel zonder contact met anderen een eigen stijl probeerde te ontwikkelen.
Later specialiseerde ze in aquarel en wisselde ze af met gouache, olieverf en acryl. Haar hoofdonderwerp was het bloemstilleven, maar ze heeft ook menig (impressionistisch) landschap geschilderd.
Ze verzorgde de illustratie van Marga Kools gedichtenbundel Achter oen ogen (1980).

## Exposities
Schultz heeft meerdere keren geëxposeerd.
- 1964: Expositie in het Onderwijscentrum Prof. Van der Leeuw te Groningen, samen met Ellen Sikma, Pit van Loo, Jaap Rusticus, Fré Sikma, Pier Feddema, Wim Bousema, Harry Boiten en Derk Holman.[10][11][12]
- 1967: Expositie in het Cultureel Centrum te Winsum, samen met Pit van Loo, Jelle Otter, Fré en Ellen Sikma, Pier Feddema en Harry Boiten. De expositie was geopend door burgemeester J. P. Miedema.[13]
- 1980: Expositie te Vorden, samen met Henk Helmantel, Harry Boiten, Pier Feddema, Roelf Jansema, Frank Letterie, Jelle Otter en Fré en Hinke Sikma. De expositie was geopend door Jaap Zijlstra.[14]
- 1981: Tentoonstelling met aquarellen, in expositieboerderij De Deel te Sleen. Marga Kool opende de tentoonstelling met een voordracht uit haar dichtwerk. [15]
- 1981: Tentoonstelling met aquarellen, in gebouw van Radio Noord, te Groningen.[16]